# 水平対向16気筒

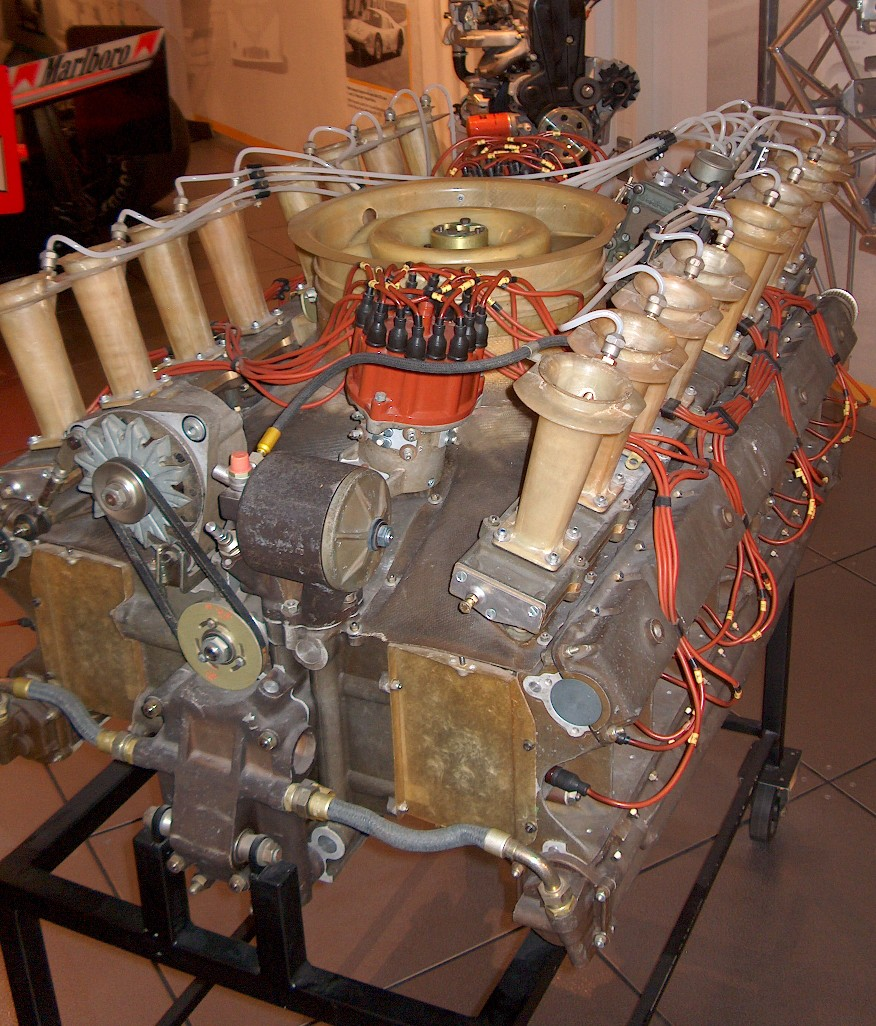
ポルシェが開発した水平対向16気筒エンジン

水平対向16気筒（すいへいたいこうじゅうろっきとう）はレシプロエンジン等のシリンダー配列形式の一つで、16個のシリンダーが8個ずつ水平に対向して配置されている形式である。当記事では専らピストン式内燃機関のそれについて述べる。英語圏ではフラット16 (Flat-Sixteen) とも呼ばれる。
このエンジンは6気筒以下のフラットエンジンの多くが採用しているボクサー型ではなく、クランクピン1本につき2本のコンロッドを持つため、180度V16とも呼ばれていた。
フラット16エンジンは、V16エンジンに比べて一般的ではなく、フラット16配置を採用したレース用試作エンジンは2、3台しかない。
ひとつはイギリスのエンジン製造メーカーであるコヴェントリー・クライマックスが1963年から1965年に掛けてF1用の1.5リッター水平対向16気筒エンジン「FWMW」（2.13 x 1.60" 220/225 bhp @ 12,000 rpm 2 valve/cyl (209 bhp measured)）を開発した。ブラバムとロータスは実際にこのエンジンを搭載するためのシャーシを開発していたが、当時の現行エンジンであったクライマックスV8エンジンの採用と開発が優先され、選手権に投入されることはなかった。
また、スポーツカーレースの分野では、1971年にポルシェが北米のCan-Amシリーズに参戦するポルシェ・917においてツインプラグ形式の水平対向16気筒を開発した。このプロジェクトは中止され、1972年のポルシェ917/10Kは、ポルシェの既存のフラット12エンジンをターボチャージしたものを搭載した。